# Antonyho šance
Antonyho šance je československý film z roku 1986 režírovaný Vítem Olmerem.

## Děj
Antony se po smrti svojí ženy dostane do psychiatrické léčebny a o jeho dceru Báru mezitím pečují rodiče jeho ženy, pan a paní Zacharovi. Aby Antony dostal Báru do péče, musí se oženit. Seznámí se s Martou, kterou si nastěhuje k sobě do bytu. První milování jim nevyjde, nicméně i tak přesvědčí Martu, aby si ho vzala.
Po svatbě navštíví Zacharovy a ti mu díky pomoci JUDr. Ostena musejí Báru vydat. Když s Bárou přijde domů, Marta je překvapená, když jí Antony sdělí, že Bára je jeho dcera, neboť o její existenci dosud neměla ani tušení. Uteče proto z bytu a jde do baru, Antony ji následuje a snaží se ji přesvědčit, aby se s ním vrátila. Marta jde do baru, kde si nechá od jednoho muže objednat pití a Antony, protože nemá peníze, je z baru vyveden. Čeká zmrzlý před barem, kde ho uvidí Marta vycházející z baru s hloučkem ostatních lidí. Antony nakonec Martu přesvědčí, aby se s ním vrátila. Na cestě domů Marta uklouzne a poraní si nohu, takže ji Antony musí podpírat. Doma jí Antony nohu ošetří, začne ji líbat a nakonec se spolu milují.
Marta je doma s Bárou, Antony vydělává peníze. Bára dává Martě najevo, že by byla radši u babičky a dědy, ale nakonec ji přijme. Zacharovi chtějí prostřednictvím JUDr. Ostena uplatit Antonyho, aby se mohli stýkat s vnučkou, ale Antonymu se to nelíbí.
Antony navštíví svého strýce, který zrovna opravuje válečné auto, aby mu půjčil peníze, ale strýc to odmítne. Půjčí válečné auto na projetí Antonymu, ale ten málem způsobí nehodu, při které si vybaví svojí nehodu, při které mu zemřela první žena, takže pokračovat v řízení musí strýc.
V domácnosti Antonyho se vše sype, protože Antony nevydělává dost peněz. Na Vánoce je přijdou navštívit Zacharovi a omluví se za pokus o uplacení. Zachar nabídne Antonymu, že se mohou i s Martou přestěhovat do jejich domu, že jim vyklidí celé patro, ale Antony to odmítne. Jenom se nechá přesvědčit, aby umožnil Zacharovým vidět Báru, ale jenom jednou za dva týdny.
Antony hledá způsob, jak si přivydělat nějaké peníze, až mu jeho mistr nabídne účast na jedné levotě. Antony pak nějakou dobu nechodí do práce a mistr ho obviňuje z toho, že je to kvůli tomu, že o tom někomu řekl, což ale Antony odmítá. Antony v levotách pokračuje, čímž si přivodí problémy.

## Obsazení
| Luboš Veselý        | Antonín Paleček zvaný Antony                         |
| Veronika Jeníková   | Marta Šilhavá                                        |
| Jana Švandová       | barmanka Irena                                       |
| Barbora Straková    | Bára, Antonyho dcera                                 |
| Milada Ježková      | sousedka Valoušková                                  |
| Karel Brožek        | Zachar, Antonyho tchán                               |
| Valentina Thielová  | Zacharová, Antonyho tchyně                           |
| František Švihlík   | šéf skladníků Mirek                                  |
| František Řehák     | strýc                                                |
| Václav Knop         | JUDr. Osten                                          |
| Ivona Krajčovičová  | prostitutka Květa                                    |
| Franta Kocourek     | skladník Pako                                        |
| Jan Hraběta         | skladník Bandaska                                    |
| Ladislav Gerendáš   | skladník Drezína                                     |
| Jiří Bartoška       | on sám, herec                                        |
| Viktor Nejedlý      | vrátný Kobes                                         |
| Boca Abrhámová      | ředitelka mateřské školky (mluví Marcela Martínková) |
| Zdeněk David        | kamarádíček                                          |
| Taťána Puttová      | paní na hlídání                                      |
| Jana Altmannová     | pokladní v sámošce                                   |
| Miloslav Kopečný    | muž s kravatou                                       |
| Ladislav Lahoda     | kudrnáč/člen výjezdové hlídky VB                     |
| Jaroslav Tomsa      | kolotočář/člen výjezdové hlídky VB                   |
| Gabriela Wilhelmová | prodavačka v drogerii                                |
| Jaroslav Someš      | vrchní v restauraci                                  |
| Vladimír Švabík     | železničář                                           |